# Полонковська сільська рада
Полонковська сільська́ ра́да (біл. Палонкаўскі сельсавет) — адміністративно-територіальна одиниця у складі Барановицького району Берестейської області Білорусі. Адміністративний центр сільської ради — село Полонка.

## Склад ради
Населені пункти, що підпорядковувалися сільській раді станом на 2009 рік:
| Населений пункт | Тип  | Населення, осіб (2009) |
| --------------- | ---- | ---------------------- |
| Верхлісся       | село | 62                     |
| Вершок          | село | 16                     |
| Єлово           | село | 49                     |
| Іванковичі      | село | 89                     |
| Лотвичі         | село | 337                    |
| Перховичі       | село | 258                    |
| Полонка         | село | 694                    |
| Серебрище       | село | 74                     |
| Скородинці      | село | 27                     |
| Ягодна          | село | 85                     |

## Населення
За переписом населення Білорусі 2009 року чисельність населення сільської ради становило 1691 особа.

### Національність
Розподіл населення за рідною національністю за даними перепису 2009 року:
| Національність                | Осіб | Відсоток |
| ----------------------------- | ---- | -------- |
| білоруси                      | 1311 | 77,53 %  |
| поляки                        | 271  | 16,03 %  |
| росіяни                       | 86   | 5,09 %   |
| українці                      | 8    | 0,47 %   |
| національність не повідомлена | 6    | 0,35 %   |
| національність не вказана     | 3    | 0,18 %   |
| татари                        | 2    | 0,12 %   |
| вірмени                       | 1    | 0,06 %   |
| мордва                        | 1    | 0,06 %   |
| удмурти                       | 1    | 0,06 %   |
| афганці                       | 1    | 0,06 %   |
| Разом                         | 1691 | 100 %    |